# Casa al carrer Sant Antoni, 62 (Valls)
La Casa al carrer Sant Antoni, 62 és una obra de Valls (Alt Camp) protegida com a Bé Cultural d'Interès Local.

## Descripció
Casa entre mitgeres, situada al carrer Sant Antoni. Es tracta d'un edifici de tres plantes, planta baixa i dos pisos, que ha estat profundament remodelat. La façana és de fàbrica nova tot i que s'ha conservat la galeria d'arcades del segon pis. Dels tres arcs, un es troba totalment refet i els altres dos conserven la factura antiga, de caràcter renaixentista, encara que es troben tapiats.